# Mr. Jones at the Ball
Mr. Jones at the Ball est un film muet américain réalisé par D. W. Griffith, sorti en 1908.

## Synopsis
Monsieur Jones se retrouve en situation délicate après avoir déchiré son pantalon.

## Fiche technique
- Titre : Mr. Jones at the Ball
- Réalisation : D. W. Griffith
- Scénario : Frank E. Woods[1] et/ou D. W. Griffith
- Société de production et de distribution : American Mutoscope and Biograph Company[2]
- Photographie : G. W. Bitzer
- Pays :  États-Unis
- Format[3] : Noir et blanc - Muet - 1,33:1 ou 1,37:1[1] - 35 mm[1],[4]
- Longueur de pellicule : 503 pieds (153 mètres[4])
- Durée : 8 minutes (à 16 images par seconde)[3]
- Genre : Comédie[1]
- Date de sortie : 25 décembre 1908

## Distribution
Les noms des personnages proviennent de l'Internet Movie Database.
- Florence Lawrence : Mme Jones
- John R. Cumpson : M. Jones
- Mack Sennett : le majordome / le policier
- Jeanie Macpherson : une invitée au bal
- Harry Solter : un invité au bal
- Charles Inslee : un invité au bal
- George Gebhardt : l'homme noir / un invité au bal
- Arthur V. Johnson : un invité[1],[5]
- Marion Sunshine : une invitée[5]

## Autour du film
Les scènes du film ont été tournées les 23 et 24 septembre 1908 dans le studio de la Biograph à New York.
Mr. Jones at the Ball est le premier film d'une série mettant en scène M. Jones.